# Antena de Oro 1987
La XVII Edició dels Premis Antena de Oro, concedits el 5 de març de 1988 però corresponents al període 1986-1987 va guardonar els següents:

## Televisió
- Jesús Hermida, per Por la mañana.
- Iñaki Gabilondo, per En familia.
- Tres estrelles de TV3
- TVG i ETB

## Ràdio
- José Luis Pécker, de Antena 3 Radio.
- Xavier Sardà, de RNE.
- Carmen Pérez de Lama, de la Cadena SER.
- Clara Isabel Francia, de Radiocadena Española
- Wenceslao Pérez Gómez, de Radiocadena Española
- José Luis Delestal, de Radiocadena
- Rafael Ruiz, de COPE
- Pilar Gasset, d'Inter.
- Emilio Bengoa, de Radio España
- José María Gómez Labad, de RNE
- Radio 2, de RNE
- Cadena Rato